# Maike Dörries
Maike Dörries (* 21. April 1966 in Oldenburg) ist eine deutsche literarische Übersetzerin.

## Leben
Maike Dörries wuchs in Ostfriesland auf. Von 1989 bis 1995 absolvierte sie ein Studium der Skandinavistik und des Niederdeutschen an der Universität Göttingen. Von 1996 bis 1998 wirkte sie als Lektorin im Anrich-Verlag/Beltz & Gelberg, Weinheim. Seit 1998 ist sie als freie Übersetzerin und Lektorin tätig. Dörries lebt in der Nähe von Frankfurt am Main.
Maike Dörries übersetzt Belletristik für Erwachsene sowie Kinder- und Jugendbücher aus dem Schwedischen, Norwegischen und Dänischen ins Deutsche. Sie ist Mitglied im Verband deutschsprachiger Übersetzer literarischer und wissenschaftlicher Werke, VdÜ, für dessen Fachzeitschrift Übersetzen sie ehrenamtlich arbeitet.

## Nominierung Deutscher Jugendliteraturpreis
- 2011 Stein Erik Lunde: Papas Arme sind ein Boot (Bilderbuch)
- 2013 Stina Wirsén: Nalle (Bilderbuch) und Marit Kaldhol: Allein unter Schildkröten (Jugendbuch)
- 2014 Synne Lea: Leo und das ganze Glück (Kinderbuch)
- 2017 Taran Bjørnstad: Der Krokodildieb (Kinderbuch)

## Preise und Auszeichnungen
- 1994 Buxtehuder Bulle  für das Jugendbuch Ludvig meine Liebe von Katarina von Bredow
- 1996 Deutscher Jugendliteraturpreis für das Jugendbuch Winterbucht von Mats Wahl
- 2017  NORLA-Übersetzerpreis der norwegischen Buchexportförderungsgesellschaft Norwegian Literature Abroad.
- 2018 Deutscher Jugendliteraturpreis für das Bilderbuch Der siebente Bruder von Øyvind Torseter
- 2022 Rebekka vom Freundeskreis zur Förderung literarischer und wissenschaftlicher Übersetzungen

## Herausgeberin
- Robert Laude: Hinterpommersches Wörterbuch des Persantegebietes, Köln 1995

## Übersetzungen
- Kim Fupz Aakeson: Babyalarm, Hildesheim 2012
- Kim Fupz Aakeson: Das Löwenmädchen, Hildesheim 2014
- Kim Fupz Aakeson: Radieschen von unten, München 2012
- Inger Alfvén: Wie Muscheln am Strand, Hamburg 1994
- Kenneth Bøgh Andersen: Antboy, Hamburg 2009
- Gunnar Ardelius: Ich brauche dich mehr, als ich dich liebe, und ich liebe dich so sehr, Hamburg 2008
- Kurt Aust: Die Bruderschaft der Unsichtbaren, Reinbek 2008 (übersetzt zusammen mit Günther Frauenlob)
- Kurt Aust: Die dritte Wahrheit, Leipzig 2002 (übersetzt zusammen mit Günther Frauenlob)
- Kurt Aust: Der Genius-Code, Reinbek bei Hamburg 2010 (übersetzt zusammen mit Günther Frauenlob)
- Kurt Aust: Das jüngste Gericht, Leipzig 2000 (übersetzt zusammen mit Günther Frauenlob)
- Bo Balderson: Der Staatsminister reist aufs Land, Radebeul 2007
- Line Baugstø: Tara und der Krempelkobold, Hamburg 2004
- Mats Berggren: Ganz schön blauäugig, Weinheim 2001
- Mikkel Birkegaard: Die Bibliothek der Schatten, München 2010 (übersetzt zusammen mit Günther Frauenlob)
- Lisa Bjärbo: Alles, was ich sage, ist wahr Weinheim 2014
- Monika Björk: Gesalzene Küsse. Würzburg 2000
- Svante Björkum: Lena und Erik. München 2000
- Stefan Boëthius: Führen ist lernbar!, Zürich 1996
- Stefan Boëthius: Die vierte Kompetenz, Zürich 1997 (übersetzt zusammen mit Anne C. Kammenhuber)
- Katarina von Bredow: Als ob nichts wäre, Weinheim 2000
- Katarina von Bredow: Er ist der Freund meiner Freundin, Weinheim 2011
- Katarina von Bredow: Ich will endlich fliegen, so einfach ist das. Weinheim 2012
- Katarina von Bredow: Kaum erlaubt. Anrich, Kevelaer 1997
- Katarina von Bredow: Kratzspuren, Weinheim 1995
- Katarina von Bredow: Kribbeln unter der Haut, Weinheim 2006
- Katarina von Bredow: Ludvig meine Liebe, Kevelaer 1994
- Katarina von Bredow: Verliebt um drei Ecken, Weinheim 2005
- Katarina von Bredow: Wie ich es will, Weinheim 2009
- Katarina von Bredow: Zum Glück allein, Weinheim  2008
- Annika Bryn: Die sechste Nacht, Augsburg 2008 (übersetzt zusammen mit Günther Frauenlob)
- Andreas Bull-Hansen: Die Nordland-Saga, München (übersetzt zusammen mit Günther Frauenlob)

1. Die Tränen des Drachen, 2001
2. Brans Reise, 2002
3. Das verheißene Land, 2003
4. Der Zug der Sklaven, 2004
5. Wo die Götter sterben, 2004
6. Die Macht des Bastards, 2005

- Anna Karin Cullberg: Traurig, Kevelaer 1993
- Arne Dahl: Misterioso, München  2002
- Bjarne Dalsgaard Svendsen: Netz aus Lügen, München 2000
- Tom Egeland: Das Hexenbrett, München 2007
- Tom Egeland: Das Luzifer-Evangelium, München 2011 (übersetzt zusammen mit Günther Frauenlob)
- Tom Egeland: Das Nostradamus-Testament, München 2013
- Tom Egeland: Der Pakt der Wächter, München 2009 (übersetzt zusammen mit Günther Frauenlob)
- Tom Egeland: Tabu, München 2008
- Tom Egeland: Wolfsnacht, München 2007 (übersetzt zusammen mit Günther Frauenlob)
- Thomas Enger: Sterblich, München 2011 (übersetzt zusammen mit Günther Frauenlob)
- Thomas Enger: Vergiftet, München 2012 (übersetzt zusammen mit Günther Frauenlob)
- Thomas Enger: Verleumdet, München 2013 (übersetzt zusammen mit Günther Frauenlob)
- Endre Lund Eriksen: Beste Freunde, kapiert!, Hamburg 2004
- Endre Lund Eriksen: Beste Freunde oder Der ganz normale Wahnsinn, Hamburg 2007
- Endre Lund Eriksen: To do! Mannheim 2011
- Endre Lund Eriksen: Vom ersten Mann, der auf den Mond pinkelte, Mannheim 2011
- Helga Gunerius Eriksen: Von ihm für immer, Hamburg 2009
- Mette Finderup: Love cuts, Weinheim 2010
- Tone Finnanger: Tildas Frühlingswelt, München 2009
- Tone Finnanger: Tildas Haus, München 2007
- Tone Finnanger: Tildas neue Weihnachtswelt, München 2011
- Tone Finnanger: Tildas Sommergarten, München 2010
- Tone Finnanger: Tildas Sommerwelt, München 2009
- Tone Finnanger: Tildas Weihnachten, München 2009
- Tone Finnanger: Tildas Winterwelt, München 2008
- Tone Finnanger: Tildas zauberhafte Welt, München 2011
- Manne Forssberg: For boys only, Weinheim 2006
- Måns Gahrton: Eva & Adam, Hamburg

1. Ja oder nein oder doch, 2002
2. Schule, Scherereien und die erste Liebe, 2002
3. Beste Freundin, beste Feindin, 2003
4. Schummelei und kalte Füße, 2003

- Måns Gahrton: Hotel Goldene Sau, Hotel Goldener Pfau, Berlin

1. Der geheimnisvolle Gast, 2014
2. Spuk in Zimmer 13, 2014

- Ann Caroline Håkans: Mein lebensgefährliches Leben, Würzburg

1. Die Schwimmbadkrise, 2012
2. Juni und die Zickenmusik, 2012
3. Junis verflixte Freundschaftskrise, 2013

- Lin Hallberg: Billie, das frechste Pony der Welt, Würzburg 2011
- Lin Hallberg: Billie – kleines Pony, großer Sieg, Würzburg 2009
- Lin Hallberg: Billie und das kleine Fohlen, Würzburg 2008
- Lin Hallberg: Du schaffst das, Billie!, Würzburg 2008
- Lin Hallberg: Frechdachs Billie sorgt für Trubel, Würzburg 2012 (übersetzt zusammen mit Dagmar Mißfeldt)
- Lin Hallberg: Ponysommer mit Billie, Würzburg 2009
- Emma Hamberg: Liebe und Sex, Reinbek 2005
- Emma Hamberg: Linas geheime Liebesnotizen, Reinbek 2005
- Atle Hansen: Seeräuber-Jenny und Einauge-Bill, Hamburg 2007
- Hans-Eric Hellberg: Der halbe Hund oder: Macht Gemüse blöd?, Kevelaer 1992
- Anne Holt: Zwei kunterbunte Freundinnen, Hamburg

1. Das Chaos wohnt nebenan, 2013
2. Ein Mops mit Namen Möhrchen, 2014

- Steffen Jacobsen: Trophäe, München 2014
- Steffen Jacobsen: Bestrafung, München 2016
- Camilla Jensen: Frühstück, Stuttgart 2012
- Bodil El Jørgensen

+: Julian im Zaubermoor, Ravensburg 2002
- Bodil El Jørgensen: Julian und der Hexenrekord, Ravensburg 2003
- Bodil El Jørgensen: Die vierte Hexenformel, Ravensburg 2005
- Runer Jonsson: Wickie auf großer Fahrt, Hamburg 2006
- Runer Jonsson: Wickie der Entdecker, Hamburg 2008
- Runer Jonsson: Wickie, der Wikinger, Hamburg 2012
- Runer Jonsson: Wickie und das Drachenschiff, Hamburg 2007
- Runer Jonsson: Wickie und der Schreckliche Sven, Hamburg 2013
- Runer Jonsson: Wickie und der Wettkampf, Hamburg 2013
- Runer Jonsson: Wickie und die belagerte Burg, Hamburg 2013
- Runer Jonsson: Wickie und die Graumänner, Hamburg 2009
- Runer Jonsson: Wickie und die Stadt der Könige, Hamburg 2011
- Runer Jonsson: Wickie und die starken Männer, Hamburg 2005
- Lene Kaaberbøl: Die Lieferung, München 2011 (übersetzt zusammen mit Günther Frauenlob)
- Lene Kaaberbøl: Schmutziger Tod, München 2011 (übersetzt zusammen mit Günther Frauenlob)
- Sara Kadefors: Einen Klick entfernt von dir, Hamburg 2008
- Sara Kadefors: Sandor slash Ida, Hamburg 2004
- Marit Kaldhol: Allein unter Schildkröten, München 2012
- Gunilla Kihlgren: Das Dorf der Hexe, Kevelaer 1992
- Tania Kjeldset: Juli, Hamburg 2011
- Lise Knudsen: Die schwarzen Flügel, Frankfurt am Main 2008
- Hilde K. Kvalvaag: Prison Island, Hildesheim 2012
- Eva Embrink Lannersten: Mirjam Mirakel, Weinheim 2000
- Synne Lea: Leo und das ganze Glück, Hamburg 2013
- Mecka Lind: Aufruhr im Hühnerstall, Hamburg 2010
- Mecka Lind: Die Hühnerweihnacht, Hamburg 2008
- Mecka Lind: Schluckauf im Hühnerstall, Hamburg 2012
- Margareta Lindberg: Ausgesetzt, Weinheim 1997
- Karin Kinge Lindboe: Das Feuer der Sonnenfrau, Ravensburg

1. Blankas Rache, 2001
2. Die Suche, 2002

- Karin Kinge Lindboe: Stimme des Herzens, Ravensburg 2000
- Heidi Linde: Glatt gelogen, Hamburg

1. Die schrägste Familie der Welt, 2013
2. Der gemeinste Lehrer der Welt, 2014

- Stein Erik Lunde: Papas Arme sind ein Boot, Hildesheim 2010
- Lina Lundh: Mein Papa ist der Stärkste, Hamburg 2007
- Ulla Lundqvist: Chaos auf Probe, München 2002
- Ulla Lundqvist: Chaos für Fortgeschrittene, München 2003
- Janne Lundström: Onkel Kwesis Geist, Ravensburg 2002
- Sebastian Lybeck: Ein großer Tag für Latte Igel, Stuttgart 2012
- Sebastian Lybeck: Latte Igel und der schwarze Schatten, Stuttgart 2009
- Maud Mangold: Die Karamell-Verschwörung, Esslingen 2012
- Katarina Mazetti: Es ist Schluß zwischen Gott und mir, Weinheim 1998
- Katarina Mazetti: Los Angeles und zurück, Weinheim 2001
- Mårten Melin:  Artur, Anton und die Liebe, Hildesheim 2011
- Cecilia Modig: Der dunkle Wald, Stuttgart 2001
- Ragnhild Moe: Die Hände des Cellisten, München 2007 (übersetzt zusammen mit Günther Frauenlob)
- Miriam Nilsen Morken: Skandinavische Sommerzeit, München 2011
- Audun Myskja: Herzgedächtnis, Weinheim 2014
- Jo Nesbø: Doktor Proktor im Goldrausch, Würzburg 2013 (übersetzt zusammen mit Günther Frauenlob)
- Jo Nesbø: Doktor Proktor verhindert den Weltuntergang. Oder auch nicht ..., Würzburg 2011 (übersetzt zusammen mit Günther Frauenlob)
- Jo Nesbø: Doktor Proktors Sammelsurium, Würzburg 2013 (übersetzt zusammen mit Günther Frauenlob)
- Jo Nesbø: Leopard, Berlin 2010 (übersetzt zusammen mit Günther Frauenlob)
- Olav Njølstad: Die Oslo-Connection, München 2005 (übersetzt zusammen mit Günther Frauenlob)
- Sofia Nordin: In Lebensgefahr!, Frankfurt am Main 2005
- Sven Nordqvist: ABC – Antons Reise durch das Alphabet, Hamburg 2010
- Sven Nordqvist: Findus zieht um, Hamburg 2013
- Sven Nordqvist: Das Geheimnis der Weihnachtswichtel, Hamburg 2006
- Jeanette Øbro: Schrei  in Flammen, Frankfurt am Main 2013 (übersetzt zusammen mit Günther Frauenlob)
- Helena Olofsson: Gorilla Hobelia und Langer Schatten, Hildesheim 2004
- Hans Olsson: Achtung Fluchtgefahr! Hamburg 2001
- Lotta Olsson: Ein einzigartiger Freund und das ganz, ganz große Glück, Würzburg 2012
- Niklas Rådström: Der Librettist, Berlin 2011
- Kristin A. Sandberg: Immer diese Weiber, Hamburg 2010
- Kjersti Scheen: Ein einziger Tag, Ravensburg 2000
- Kjersti Scheen: Roselill, Weinheim 2003
- Åsa Gan Schweder: Seidenraupenträume, Stuttgart 2008
- Ida Skivenes: Kunst aufessen, München 2014
- Bjørn Sortland: 12 Dinge, die ich noch erledigen muss, bevor die Welt untergeht, Hamburg 2003
- Tone Merete Stenkløv: Skandinavische Winterzeit. München 2010
- Kenneth Steven: Hilfe, die Arche sinkt! Oder: warum Hundenasen feucht sind. Oldenburg 2014
- Eva Susso: Das Freundschaftsherz, München 2001
- Eva Susso: Kiss me! München 2003
- Eva Susso: Total verknallt! München 2002
- Arne Svingen: Mit eigenen Augen, Mannheim 2013
- Johanna Thydell: Entschuldigung, dass man ein bisschen geliebt werden will. Hamburg 2012
- Øyvind Torseter: Das Loch, Hildesheim 2014
- Laura Trenter: Es brennt!, Ravensburg 2001
- Laura Trenter: Hilfe! Überfall!, Ravensburg 2000
- Laura Trenter: Vorsicht Hinterhalt!, Ravensburg 2002
- Erik Valeur: Das siebte Kind, München 2013
- Mats Wahl: Bis zum Showdown, Weinheim 1999
- Mats Wahl: John-John, Weinheim 2002
- Mats Wahl: Der lange Lauf auf ebener Erde, Kevelaer 1993
- Mats Wahl: Mauer aus Wut, Weinheim 1997
- Mats Wahl: Ein paar richtig schöne Tage, Weinheim 1996
- Mats Wahl: Der Strandherr, Weinheim 1996
- Mats Wahl: Winterbucht, Weinheim 1995
- Christina Wahldén: Kurzer Rock, Hamburg 2001
- Alf Kjetil Walgermo: Das andere Herz, Hamburg 2014
- Alf Kjetil Walgermo: Gott, du sag mal! Stuttgart 2013
- Die Weimarer Zeit in Pressefotos und Fotoreportagen, Köln 2000
- Martin Widmark: Das Cafégeheimnis, Wien 2010
- Martin Widmark: Das Campinggeheimnis, Berlin 2014
- Martin Widmark: Das Diamantengeheimnis, Wien 2010
- Martin Widmark: Das Eisenbahngeheimnis, Berlin 2014
- Martin Widmark: Das Galoppgeheimnis, Berlin 2014
- Martin Widmark: Das Hotelgeheimnis, Berlin 2014
- Martin Widmark: Das Kinogeheimnis, Berlin 2013
- Martin Widmark: Das Kirchengeheimnis, Berlin 2014
- Martin Widmark: Das Krankenhausgeheimnis, Berlin 2013
- Martin Widmark: Das Liebesgeheimnis, Berlin 2013
- Martin Widmark: Das Mumiengeheimnis, Wien 2010
- Martin Widmark: Nelly Rapp, Monsteragentin, Hamburg 2008
- Martin Widmark: Das Safrangeheimnis, Berlin 2013
- Martin Widmark: Das Schulgeheimnis, Wien 2010
- Martin Widmark: Das Tiergeheimnis, Wien 2010
- Martin Widmark: Das Zeitungsgeheimnis, Berlin 2014
- Martin Widmark: Das Zirkusgeheimnis, Wien 2010
- Martin Widmark: Das Schwimmbadgeheimnis, Berlin 2013
- Martin Widmark: Das Feuerwehrgeheimnis, Berlin 2016
- Martin Widmark: Das Geburtstagsgeheimnis, Berlin 2012
- Martin Widmark: Das Gefängnisgeheimnis, Berlin 2016
- Jujja Wieslander: Mama Muh geht schwimmen, Hamburg 2014
- Øystein Wiik: Leiche in Acryl, München 2013 (übersetzt zusammen mit Günther Frauenlob)
- Øystein Wiik: Tödlicher Applaus, München 2011 (übersetzt zusammen mit Günther Frauenlob)
- Stina Wirsén: Nalle liebt Oma, Hildesheim 2012
- Stina Wirsén: Nalle spielt allein, Hildesheim 2012
- Stina Wirsén: Nalle will Bestimmer sein, Hildesheim 2012
- Stina Wirsén: Schlaf jetzt, sagt Nalle, Hildesheim 2012
- Kjersti Wold: Fußballgötter fallen nicht vom Himmel, Hamburg 2003
- Kjersti Wold: Fußballgötter gewinnen jedes Spiel, Hamburg 2010
- Kjersti Wold: Fußballgötter kann nichts schrecken, Hamburg 2005
- Kjersti Wold: Fußballgötter schießen nie daneben, Hamburg 2006
- Kjersti Wold: Fußballgötter voll in Fahrt, Hamburg 2008
- Øystein S. Ziener: Ole will kein Niemand sein, Würzburg 1999